# Галич (станция, Северная железная дорога)
Га́лич — узловая железнодорожная станция Вологодского региона Северной железной дороги, находящаяся в городе Галиче Костромской области, на главном ходу Транссибирской магистрали.

## История
В 1903 году началось строительство железнодорожных путей по маршруту Вологда — Буй — Вятка, в 1905 году на станцию Галич прибыл первый поезд с локомотивом серии «ОВ» и официально этот участок нынешней Северной железной дороги был открыт в ноябре 1906 года.
В 1956 году вступает в строй ветка Кострома — Галич протяжённостью 127 километров.
В 1968 году, в ходе электрификации участка Данилов — Номжа, станция была электрифицирована на переменном токе 25 кВ. В свою очередь в 1983 году, в ходе электрификации участка Нерехта — Кострома, на постоянном токе 3 кВ была электрифицирована станция Кострома-Новая. В результате участок Кострома — Галич, который стал соединять станции с разными родами тока, решено было оставить неэлектрифицированным, чтобы не строить станцию стыкования.
Ныне через станцию проходит основной маршрут Транссиба (Москва — Ярославль — Данилов — Галич — Киров — Владивосток).

## Вокзал
Здание вокзала, открытие которого было приурочено к пуску данного участка Северной железной дороги, представляло собой одноэтажное деревянное строение в стиле модерн, характерное для железнодорожного строительства Средней России начала XX века. В здании располагались служебные комнаты, кассы и помещение для отдыха пассажиров. Вокзал с перроном соединялся пандусом.
В 1908 году, с развитием железной дороги, под её нужны были выделены новые городские территории, и станционный вокзал расширяется: к нему пристраивают новый корпус, повторяющий по стилю и размерам старый, и весь объём нового строения отдают под зал ожидания, а на месте старой комнаты отдыха пассажиров открывают привокзальный ресторан. Одновременно с этим вдоль путей строится ряд служебных построек, кубовая и общественный туалет, выполненный в едином стиле со зданием вокзала. В городской черте, на привокзальной площади, возникает станционный посёлок.
Несколько десятков лет зал ожидания вокзала украшала масштабная копия картины А. М. Герасимова «Ленин на трибуне».
В 2008 году на станции был построен пешеходный железнодорожный мост и реконструирована островная платформа № 2.
В 2009 году было закончено строительство нового железнодорожного вокзала Галича. Его официальное открытие было приурочено к празднованию 850-летнего юбилея города. Новый вокзал представляет собой кирпичное двухэтажное здание современного стиля, в котором располагаются кассы железнодорожного и автобусного сообщения, административные помещения, буфет и точки розничной торговли.
Летом 2009 года комплекс зданий старого вокзала станции Галич, являющийся памятником архитектуры начала XX столетия, был снесён.

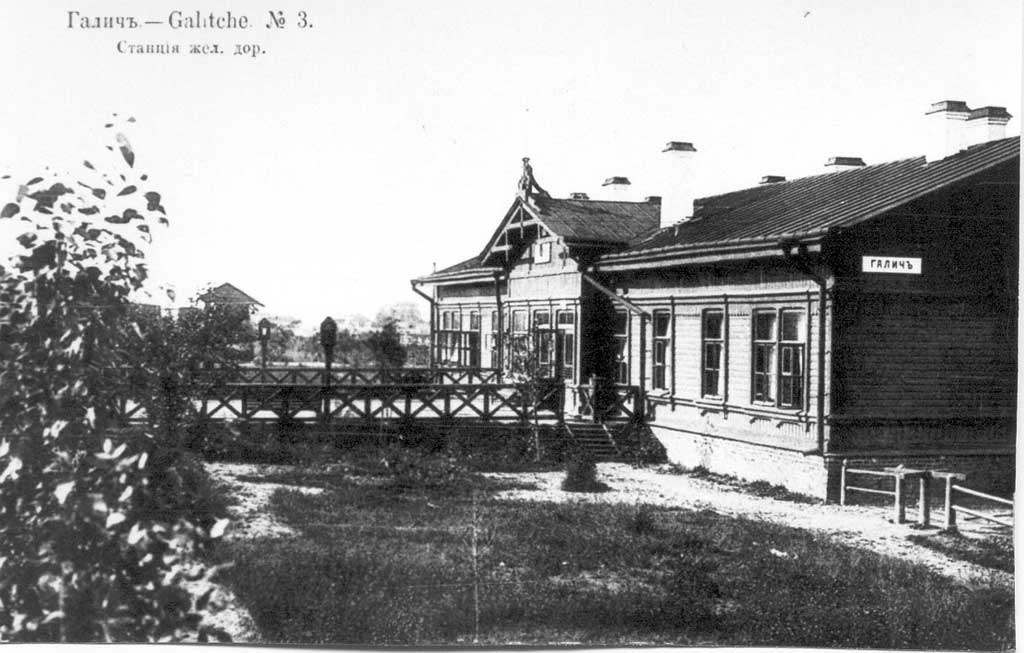
Галичский вокзал в начале XX века
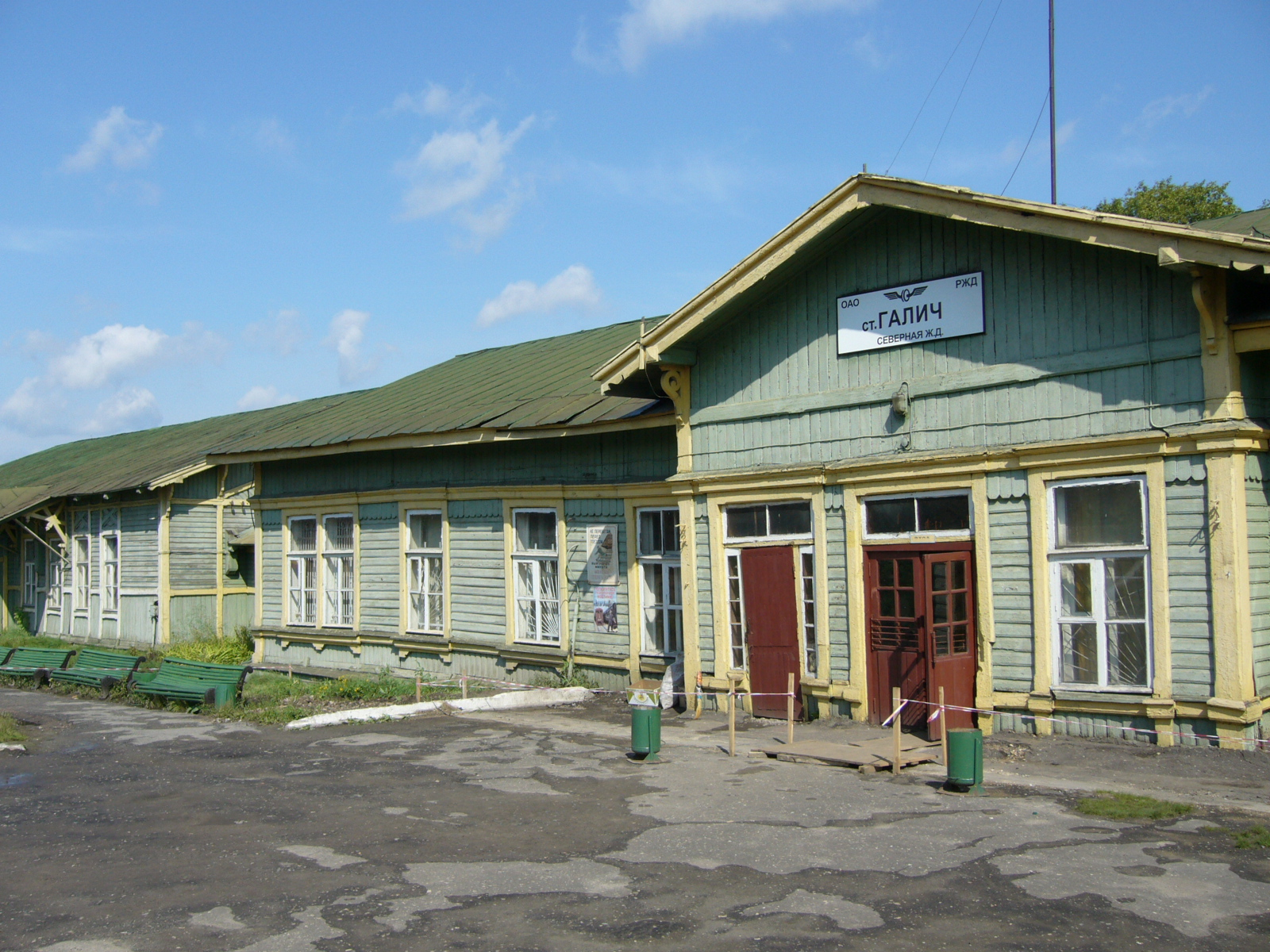
Старый галичский вокзал, 2006 год
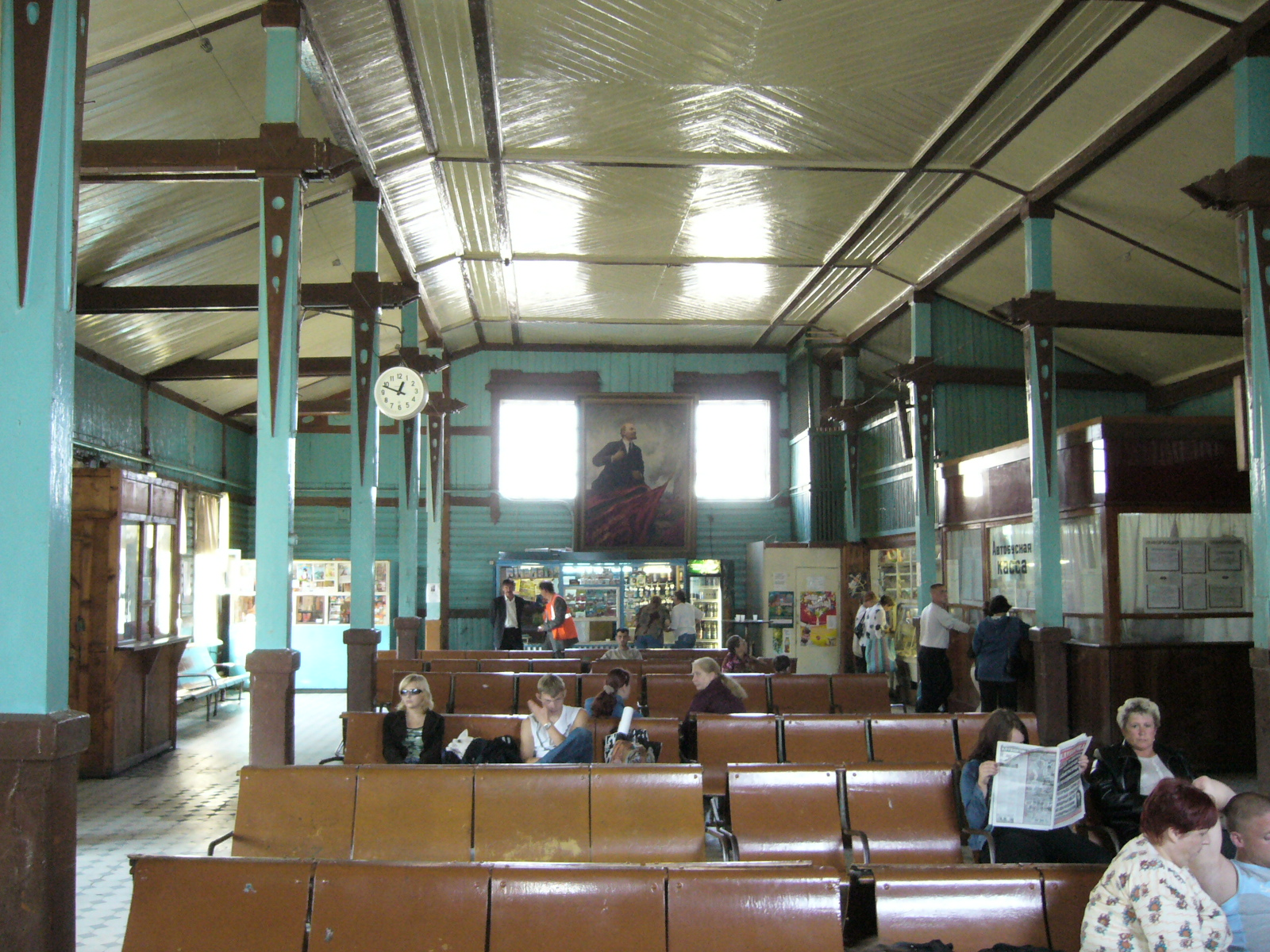
Старый галичский вокзал, зал ожидания, 2006 год
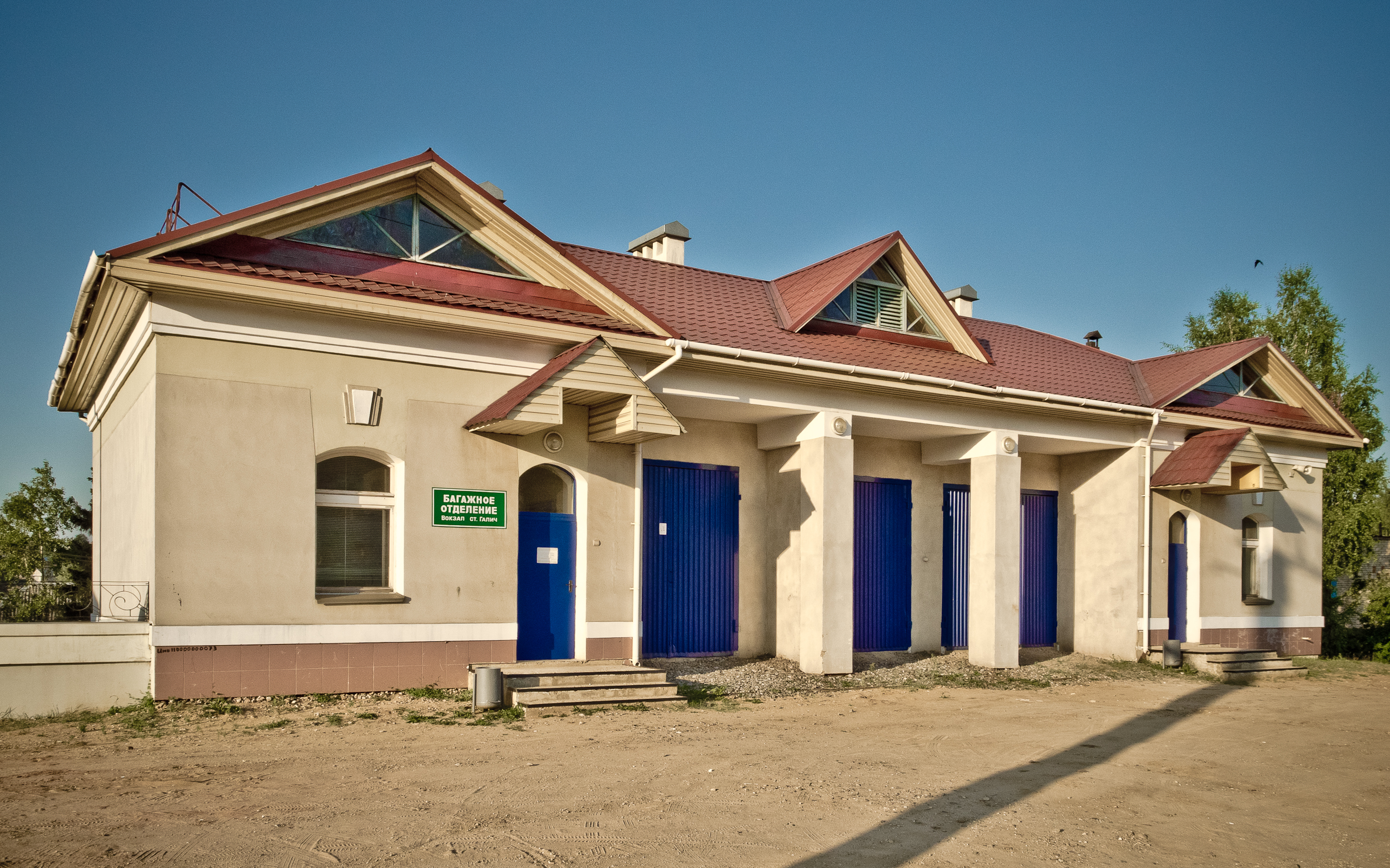
Багажное отделение станции Галич, 2011 год

## Деятельность
Станция открыта для грузовой работы.

## Движение поездов
По состоянию на декабрь 2018 года через станцию курсируют следующие поезда дальнего следования:
| Дальнее следование               | Дальнее следование                             | Дальнее следование               | Дальнее следование               |
| № поезда                         | Маршрут движения                               | № поезда                         | Маршрут движения                 |
| Круглогодичное обращение поездов | Круглогодичное обращение поездов               | Круглогодичное обращение поездов | Круглогодичное обращение поездов |
| -------------------------------- | ---------------------------------------------- | -------------------------------- | -------------------------------- |
| 001Э                             | Владивосток — Москва                           | 002Э                             | Москва — Владивосток             |
| 013Н                             | Новокузнецк — Санкт-Петербург                  | 014Н                             | Санкт-Петербург — Новокузнецк    |
| 068Ы                             | Москва — Абакан                                | 069Ч                             | Чита — Москва                    |
| 071Е                             | Екатеринбург — Санкт-Петербург                 | 072Е                             | Санкт-Петербург — Екатеринбург   |
| 074Э                             | Санкт-Петербург — Тюмень                       |                                  |                                  |
| 078Ы                             | Москва — Абакан                                |                                  |                                  |
| 149У                             | Челябинск — Санкт-Петербург                    | 150А                             | Санкт-Петербург — Челябинск      |
| 191Е                             | Екатеринбург — Санкт-Петербург                 | 192Е                             | Санкт-Петербург — Екатеринбург   |
| 223Г                             | Киров — Санкт-Петербург                        | 224Г                             | Санкт-Петербург — Киров          |
| 922Ж                             | Москва (Ярославский вокзал) — Москва Яр Турист |                                  |                                  |

Поезда, следующие через станцию со стороны Кирова на Москву, следуют через Данилов. Исключение — поезд № 99/100 Владивосток — Москва: он следует через Кострому. Поскольку ветка на Кострому не электрифицирована, на станции у этого поезда производится смена рода тяги.
| Пригородное сообщение по станции | Пригородное сообщение по станции | Пригородное сообщение по станции | Пригородное сообщение по станции |
| № поезда                         | Маршрут движения                 | Отпр.(Приб.)                     | Дни курсирования                 |
| -------------------------------- | -------------------------------- | -------------------------------- | -------------------------------- |
| 6316                             | Буй — Николо-Полома              | 7.00                             | ежедневно                        |
| 6349/6317                        | Шарья — Буй                      | 10.47                            | ежедневно                        |
| 6319                             | Галич — Кострома-Новая           | (14:15)                          | ежедневно                        |
| 6318/6350                        | Галич — Кострома-Новая           | 16:05/16:10                      | ежедневно                        |
| 6315                             | Николо-Полома — Буй              | 18.45                            | ежедневно                        |

## Адрес вокзала
- 157202, Россия, Костромская область, г. Галич, ул. Касаткиной, 10